# Limatola
Limatola – miejscowość i gmina we Włoszech, w regionie Kampania, w prowincji Benewent.
Według danych na I 2009 gminę zamieszkiwało 3901 osób przy gęstości zaludnienia 214,3 os./1 km².